# Nos vies
 (juin 2022).
Albums de Imen Es
ES
(2021)
Singles
1. Oui
Sortie : 8 novembre 2019
2. Je t'aime en silence
Sortie : 17 janvier 2020
3. D'ennemi à bébé
Sortie : 8 février 2020
4. 1ère fois (feat. Alonzo)
Sortie : 25 mars 2020
5. Jusqu'au bout (avec Amel Bent)
Sortie : 12 juin 2020
6. Je ne m'y habitue pas
Sortie : 5 novembre 2020
7. Dernière fois (avec Alonzo)
Sortie : 11 décembre 2020

Nos vies est le premier album studio de la chanteuse française Imen Es, sorti le 14 février 2020 chez le label Fulgu Prod.
Une réédition de Nos vies est sortie le 18 septembre 2020 comprenant 7 nouveaux titres et un bonus.

## Genèse
Après avoir signé le 18 novembre 2018 au sein du label Fulgu Prod de l'artiste Abou Debeing, il y a un peu plus d'un an, Imen Es sort son premier album Nos vies le 14 février 2020.
C'est le 15 janvier 2020, avant la sortie de l'album, que l'artiste annoncera la sortie du projet à travers une vidéo où elle se confie sur ce dernier et le parcours qu'elle a vécu depuis.
Puis, le 28 janvier 2020, deux semaines après la première annonce qu'Imen annoncera la tracklist officielle de l'album à travers une courte vidéo où elle remercie les nombreux featurings présents qui sont Dadju, Alonzo, Abou Debeing, JuL, Franglish et Marwa Loud,.
À travers cet album, l'artiste se confie sur de nombreux sujets niveau sentimental qu'elle a pu vivre au-delà de ses vingt ans. Car comme on peut le constater, le sujet du projet est l'amour et Imen a donc décidé de sortir ce dernier, le jour de la Saint-Valentin, fête des amoureux.
Le 16 février 2020, soit deux jours après la sortie de son album Nos vies, Imen Es annoncera sur les réseaux sociaux qu'une vingtième piste bonus vient s'ajouter à la tracklist du projet, dans la nuit du 17 février 2020.
Le 17 février 2020, l'artiste ajoutera un vingtième morceau nommé viES en tant que titre bonus de l'album.
Six mois plus tard, l'album est certifié disque d'or en France, par le SNEP, avec plus de 50 000 ventes cumulées.
En 2020, elle sort le titre Jusqu'au bout en collaboration avec la chanteuse Amel Bent. Les deux artistes l’interprètent notamment lors de La Chanson de l'année 2020 diffusée sur TF1.
Le 18 septembre, elle sort une réédition de son album Nos Vies comprenant des hits interprétés avec Gims et Zaho. Il est certifié disque de platine quelques mois plus tard.

## Liste des titres
| 1.  | J'imagine                         | Imen Es, Abou Debeing            | MKL                        | 4:02 |
| 2.  | Turbulence                        | Imen Es, Abou Debeing            | MKL                        | 3:27 |
| 3.  | Oui                               | Imen Es, Kevin Kamara            | Rise & Shine, Spike Miller | 3:24 |
| 4.  | Chelou (feat. Dadju)              | Imen Es, Abou Debeing, Dadju     | Stan-E                     | 3:47 |
| 5.  | Je t'aime en silence              | Imen Es, Kevin Kamara            | Nyadjiko, Abou Debeing     | 3:05 |
| 6.  | D'ennemi à bébé                   | Imen Es, Abou Debeing            | MKL                        | 2:30 |
| 7.  | 1ère fois (feat. Alonzo)          | Imen Es, Alonzo, Abou Debeing    | Abys One, Zaka2054         | 2:55 |
| 8.  | Mama                              | Imen Es, Abou Debeing            | MKL                        | 3:12 |
| 9.  | La fille d'à côté                 | Imen Es, Abou Debeing            | MKL                        | 2:34 |
| 10. | Jolie bébé                        | Imen Es, Abou Debeing, Dadju     | MKL                        | 3:11 |
| 11. | Elle ou moi                       | Imen Es, Abou Debeing, Dadju     | MKL                        | 2:45 |
| 12. | Gangsta Love (feat. Abou Debeing) | Imen Es, Abou Debeing, Bersa     | Bersa                      | 3:42 |
| 13. | Famille                           | Imen Es, Abou Debeing            | Nyadjiko                   | 3:16 |
| 14. | Stop (feat. Jul)                  | Imen Es, Jul, Abou Debeing       | Nyadjiko                   | 3:11 |
| 15. | Dsl (feat. Franglish)             | Imen Es, Abou Debeing, Franglish | Nyadjiko                   | 3:12 |
| 16. | Mon bébé                          | Imen Es, Abou Debeing            | Nyadjiko                   | 2:18 |
| 17. | Tic-tac (feat. Marwa Loud)        | Imen Es, Marwa Loud, Benab       | Nyadjiko                   | 2:55 |
| 18. | Donne-moi                         | Imen Es, Abou Debeing            | Bersa                      | 3:35 |
| 19. | Mon mari                          | Imen Es, Abou Debeing, Dadju     | Bersa                      | 3:00 |

| 20. | viES | Imen Es, Abou Debeing, Fedoua Es | Nyadjiko | 8:08 |

| Nouvelle version inclus Jusqu'au bout (avec Amel Bent) | Nouvelle version inclus Jusqu'au bout (avec Amel Bent) | Nouvelle version inclus Jusqu'au bout (avec Amel Bent) | Nouvelle version inclus Jusqu'au bout (avec Amel Bent) | Nouvelle version inclus Jusqu'au bout (avec Amel Bent) | Nouvelle version inclus Jusqu'au bout (avec Amel Bent) | Nouvelle version inclus Jusqu'au bout (avec Amel Bent) | Nouvelle version inclus Jusqu'au bout (avec Amel Bent) | Nouvelle version inclus Jusqu'au bout (avec Amel Bent) | Nouvelle version inclus Jusqu'au bout (avec Amel Bent) |
| No                                                     | Titre                                                  | Auteur                                                 | Compositeur(s)                                         | Durée                                                  |                                                        |                                                        |                                                        |                                                        |                                                        |
| ------------------------------------------------------ | ------------------------------------------------------ | ------------------------------------------------------ | ------------------------------------------------------ | ------------------------------------------------------ | ------------------------------------------------------ | ------------------------------------------------------ | ------------------------------------------------------ | ------------------------------------------------------ | ------------------------------------------------------ |
| 21.                                                    | Jusqu'au bout (avec Amel Bent)                         | Amel Bent, John Mamann, Vitaa                          | Renaud Rebillaud                                       | 2:56                                                   |                                                        |                                                        |                                                        |                                                        |                                                        |
| 1:11:00                                                |                                                        |                                                        |                                                        |                                                        |                                                        |                                                        |                                                        |                                                        |                                                        |

| Nos vies (Réédition) | Nos vies (Réédition)                 | Nos vies (Réédition)                            | Nos vies (Réédition)                                   | Nos vies (Réédition) | Nos vies (Réédition) | Nos vies (Réédition) | Nos vies (Réédition) | Nos vies (Réédition) | Nos vies (Réédition) |
| No                   | Titre                                | Auteur                                          | Compositeur(s)                                         | Durée                |                      |                      |                      |                      |                      |
| -------------------- | ------------------------------------ | ----------------------------------------------- | ------------------------------------------------------ | -------------------- | -------------------- | -------------------- | -------------------- | -------------------- | -------------------- |
| 1.                   | Au début                             | Imen Es, Abou Debeing                           | Young Bouba, Abou Debeing                              | 3:30                 |                      |                      |                      |                      |                      |
| 2.                   | Là-bas (feat. Zaho)                  | Imen Es, Abou Debeing, Zaho                     | Greg K, Kayna Samet, Anthony Baerh, Zaho, Abou Debeing | 2:59                 |                      |                      |                      |                      |                      |
| 3.                   | Fausse sœur                          | Imen Es, Abou Debeing                           | Abou Debeing, Red Fux Cartel                           | 3:07                 |                      |                      |                      |                      |                      |
| 4.                   | M.L.D                                | Imen Es, Abou Debeing                           | Abou Debeing, DJ Erise, Léo Brousset                   | 3:36                 |                      |                      |                      |                      |                      |
| 5.                   | J'ai fait semblant (feat. Gims)      | Gims, Imen Es, Abou Debeing                     | Gims, Abou Debeing, Renaud Rebillaud                   | 2:54                 |                      |                      |                      |                      |                      |
| 6.                   | Je ne m'y habitue pas                | Imen Es, Abou Debeing, Dadju, Kaly, Young Bouba | Abou Debeing, Dadju, Young Bouba                       | 3:24                 |                      |                      |                      |                      |                      |
| 7.                   | Merci                                | Imen Es, Abou Debeing                           | Abou Debeing, Young Bouba                              | 3:14                 |                      |                      |                      |                      |                      |
| 8.                   | Dernière fois (Bonus) (feat. Alonzo) | Imen Es, Alonzo, Abou Debeing                   | YeNn Beats, Kamal A La Prod                            | 3:47                 |                      |                      |                      |                      |                      |
| 1:37:00              |                                      |                                                 |                                                        |                      |                      |                      |                      |                      |                      |

## Titres certifiés en France
- 1ère fois (feat. Alonzo)  Diamant[8]
- Jusqu'au bout (feat. Amel Bent)  Diamant[9]
- Chelou (feat. Dadju)  Or[10]
- Je t'aime en silence  Or[11]
- Mon mari  Or[12]

## Clips vidéo
- Oui : 8 novembre 2019
- Je t'aime en silence : 17 janvier 2020
- 1ère fois (feat. Alonzo) : 25 mars 2020
- Jusqu'au bout (avec Amel Bent) : 1er juillet 2020
- Je ne m'y habitue pas : 5 novembre 2020
- Dernière fois (avec Alonzo) : 11 décembre 2020

## Classements et certification

### Classements hebdomadaires
| Classement (2020)            | Meilleure position |
| ---------------------------- | ------------------ |
| France (SNEP)                | 5                  |
| Belgique (Wallonie Ultratop) | 23                 |
| Suisse (Charts Romandie)     | 46                 |

### Certification
| Pays | Certification | Ventes certifiées |
| --- | ------------- | ----------------- |
| France (SNEP)                                                                                             | Platine       | 100 000‡          |
| *Ventes selon la certification xNon précisé par la certification ‡ventes/streaming selon la certification |               |                   |